# Kyle Gallner
Kyle Steven Gallner, född 22 oktober 1986 i West Chester, Pennsylvania, är en amerikansk skådespelare. Han är mest känd för sin roll som "Cassidy Casablancas" i Veronica Mars, "Reed Garret" i CSI: New York och "Jason Embry" i Big Love. Gallner har även dykt upp i filmer och serier som Cold Case, Third Watch, Close to Home, Medium, Wet Hot American Summer, The Haunting in Connecticut m.fl. Han medverkar även i filmen Jennifer's Body, där han spelar mot bl.a. Megan Fox och Amanda Seyfried.

## Filmografi (urval)
- 2001 – Wet Hot American Summer – Bobbys vän
- 2003 – Red Betsy – Charlie
- 2003 – Finding Home – unge Dave
- 2005 – Red Eye – hörlurkillens bror
- 2006 – Danika – Kurt Merright
- 2008 – Trunk – Will
- 2009 – The Haunting in Connecticut – Matt Campbell
- 2009 – Jennifer's Body – Colin Gray
- 2009 – Cherry – Aaron
- 2010 – A Nightmare on Elm Street – Quentin
- 2010 – Unicorns – Sterling
- 2011 – ((Little Birds)) – Jesse MacNamara
- 2013 – Beautiful Creatures – Larkin
- 2014 – Dear White People – Kurt
- 2014 – American Sniper – Winston
- 2022 – Scream – Vince Schneider
- 2022 – Smile – Joel
- 2023 – Strange Darling – demonen
- 2024 – Smile 2 – Joel

## Tv-serier[2]
- 2000 – Tredje skiftet – Raleigh (gästroll i ett avsnitt)
- 2002 - Law & Order: Special Victims Unit – Mark Lesinski (gästroll i ett avsnitt)
- 2003 – Touched by an Angel – Josh (gästroll i ett avsnitt)
- 2004 – The District – Brian Johnson (gästroll i ett avsnitt)
- 2004–2009 – Smallville (TV-serie) – Bart Allen (återkommande gästroll)
- 2005 – Vem dömer Amy? – Zachary Pettit (gästroll i ett avsnitt)
- 2005 – Jack & Bobby – BJ Bongaro (gästroll i två avsnitt)
- 2005–2006 – Veronica Mars (TV-serie) – Cassidy Casablancas
- 2006 – Close to Home – Jacob Towers (gästroll i ett avsnitt)
- 2006 – Kalla spår – Cameron Coulter (gästroll i ett avsnitt)
- 2006 – Skate Boys – Sean Davis (gästroll i ett avsnitt)
- 2006 – Bones – Jeremy Farell (gästroll i ett avsnitt)
- 2006 – Four Kings – Spencer (gästroll i ett avsnitt)
- 2006–2007 – Big Love (TV-serie) – Jason Embry
- 2006–2010 – CSI: NY (TV-serie) – Reed Garrett
- 2007 – Medium – unge Stephen (gästroll i ett avsnitt)
- 2007 – Insatiable – Dickie (gästroll i ett avsnitt)
- 2007 – The Closer – Eric Wallace (gästroll i ett avsnitt)
- 2007 – Law & Order: Special Victims Unit – Shane Mills (gästroll i ett avsnitt)
- 2008 – Life – Zak Sutter (gästroll i ett avsnitt)
- 2008 – The Shield – Lloyd (gästroll i tre avsnitt)
- 2008 – The Walking Dead – Zach (gästroll i ett avsnitt)